# Ломбард, Эктор
Э́ктор Миге́ль Ло́мбард Педро́са (исп. Héctor Miguel Lombard Pedrosa; 2 февраля 1978, Матансас) — кубинско-австралийский боец смешанного стиля, выступает на профессиональном уровне с 2004 года в средней и полусредней весовых категориях. Начинал спортивную карьеру как дзюдоист, трёхкратный чемпион Кубы по дзюдо, участник летних Олимпийских игр в Сиднее. Широкой общественности известен по участию в бойцовских турнирах таких организаций как UFC, Bellator, Pride FC, владел титулом чемпиона Bellator в среднем весе (2009—2012).

## Биография
Эктор Ломбард родился 2 февраля 1978 года в городе Матансас на Кубе. В раннем детстве начал заниматься дзюдо, проходил подготовку в национальной спортивной академии в Гаване.

### Любительская карьера
Впервые заявил о себе в сезоне 1997 года, когда стал чемпионом Кубы среди юниоров в лёгком весе и выиграл бронзовую медаль в зачёте взрослого национального первенства. Год спустя был уже серебряным призёром кубинского чемпионата, а ещё через год впервые завоевал титул чемпиона Кубы среди взрослых легковесов. Кроме того, в сезоне 1999 года побывал на этапах Кубка мира в Париже, Леондинге, Мюнхене, Будапеште и Риме (наибольшего успеха добился на этапе в Будапеште, где победил именитого россиянина Константина Зарецкого и занял итоговое седьмое место).
В 2000 году Ломбард защитил звание чемпиона Кубы в лёгком весе и благодаря череде удачных выступлений удостоился права защищать честь страны на летних Олимпийских играх в Сиднее. В итоге провёл здесь всего лишь два поединка, в 1/16 финала с иппоном был побеждён представителем Украины Геннадием Белодедом.
После сиднейской Олимпиады Ломбард остался в основном составе кубинской национальной сборной и продолжил принимать участие в крупнейших международных турнирах. Так, в 2001 году он в третий раз подряд стал чемпионом Кубы в лёгкой весовой категории и выступил на пяти этапах Кубка мира. На гран-при Австрии в Леондинге завоевал серебряную медаль, потерпев единственное поражение от израильтянина российского происхождения Йоэля Развозова. На мировом мастерском турнире в Мюнхене получил бронзу, в 1/8 финала прошёл россиянина Евгения Карпухина, но затем в четвертьфинале проиграл корейцу Чхой Ён Сину. Также представлял страну на чемпионате мира в Мюнхене, однако в первом же поединке был повержен представлявшим Белоруссию россиянином Анатолием Ларюковым.
В дальнейшем карьера Ломбарда в дзюдо пошла на спад, он больше не попадал в число призёров в зачёте национальных первенств и боролся в основном на второстепенных международных турнирах, в частности, в 2002 году взял серебро и бронзу на двух малоизвестных турнирах в Италии. На Олимпийских играх 2004 года в Афинах в его весовой категории от Кубы выступал уже другой спортсмен, Руберт Мартинес. Не сумев отобраться на Олимпиаду, Ломбард принял решение сбежать в Австралию, куда приехал с кубинской сборной принимать участие в открытом австралийском первенстве по дзюдо.

### Профессиональная карьера
Уже в сентябре 2004 года в Австралии Ломбард дебютировал как боец ММА, победив своего первого оппонента единогласным решением судей. Второй поединок был признан несостоявшимся, поскольку в первом раунде бойцы непреднамеренно столкнулись головами, и его соперник в результате этого столкновения оказался в нокауте. Дрался преимущественно в городе Голд-Кост, стал чемпионом местного промоушена XFC в полутяжёлой весовой категории, провёл несколько удачных боёв в кикбоксинге и тайском боксе. Наиболее значимыми поединками в этот период являются бои в крупной японской организации Pride Fighting Championships против Акихиро Гоно и Гегарда Мусаси — оба боя, тем не менее, он проиграл единогласным судейским решением. Также в 2007 году выступил на турнире японского промоушена Deep, где на первой же минуте первого раунда нокаутировал местного бойца Эйдзи Исикаву. Планировалось его выступление на UFC 78, однако возникли проблемы с получением визы, и приехать в США из-за этого он не смог.
Ломбард продолжал активно драться в Австралии, завоевал чемпионский пояс австралийской организации Cage Fighting Championship, который впоследствии сумел защитить семь раз, победив при этом таких известных бойцов как Брайан Эберсоул, Кейлиб Старнз, Джо Дирксен.
К 2009 году Эктор Ломбард имел внушительный послужной список из 18 побед и всего лишь 2 поражений, благодаря чему привлёк к себе внимание новообразованной американской организации Bellator MMA. Подписав с ними контракт, принял участие в первом сезоне гран-при среднего веса, где последовательно разобрался с обоими своими соперниками в четвертьфинальной и полуфинальной стадиях турнира. В финале гран-при техническим нокаутом одолел американского бойца Джареда Хесса и завоевал тем самым титул чемпиона Bellator.
В 2010 году в рейтинговых боях Bellator Ломбард за шесть секунд нокаутировал Джея Силву (самый быстрый нокаут в истории организации) и за 38 секунд нокаутировал игрока НФЛ Герберта Гудмена (бои проходили в промежуточных весовых категориях, поэтому принадлежавший ему титул на кону не стоял). Полноценную защиту титула провёл в октябре того же года, встретившись с победителем второго сезона гран-при средневесов россиянином Александром Шлеменко. Их противостояние продлилось все пять раундов, и в итоге все судьи единогласно отдали победу Ломбарду (это был первый случай в Bellator, когда действующий чемпион защитил свой чемпионский пояс). Два следующих боя вновь были нетитульными, в 2011 году Ломбард досрочно взял верх над Фаланико Витале и Тревором Прэнгли. Помимо этого, он провёл один бой в новом австралийском промоушене Australian Fighting Championship, где болевым приёмом на ахиллово сухожилие победил американца Джесси Тейлора.
Организаторами планировался матч-реванш со Шлеменко, который к тому времени одержал победу в ещё одном гран-при среднего веса, однако в начале 2012 года у Ломбарда закончился контракт с Bellator, он не стал его продлевать, отказался от титула и перешёл в более престижную организацию Ultimate Fighting Championship. Должен был дебютировать здесь в августе на UFC on Fox 4, однако его предполагаемый соперник Брайан Стэнн получил травму плеча, бой отменили, а дебют вставили в июльский турнир UFC 149, где в бою с Тимом Боучем он заменил травмировавшегося Майкла Биспинга. Несмотря на то что Ломбард один раз отправил соперника в нокдаун и выполнил пару успешных тейкдаунов, судьи крайне спорным раздельным решением отдали победу Битшу, прервав тем самым беспроигрышную серию кубинца из 25 поединков.
В декабре 2012 года на UFC on FX 6 Эктор Ломбард досрочно победил бразильца Розимара Пальяриса, уже в первом раунде свалил его с ног и жестоко избил в стиле «граунд-энд-паунд». В следующем году на UFC on Fuel TV: Silva vs. Stann проиграл японцу Юсину Оками, вновь спорным раздельным решением, а также нокаутировал Нейта Марквардта на UFC 166, выступив в полусредней весовой категории. В марте 2014 года на UFC 171 единогласным решением одержал победу над Джейком Шилдсом. Ожидалось, что Ломбард станет соперником корейца Ким Дон Хёна на UFC Fight Night 48, однако на этом турнире он в итоге не выступил, его заменили на Тайрона Вудли. Следующий раз он дрался только в январе 2015 года на UFC 182, победив единогласным решением судей Джоша Бёркмена.
Ломбард должен был драться в апреле на UFC 186 с Рори Макдональдом, однако бой не состоялся, так как ранее кубинец провалил допинг-тест — в его крови обнаружили следы анаболических стероидов. Из-за этого его отстранили на год, назначили денежный штраф в размере 53 тыс. долларов, а недавний бой с Бёркменом признали несостоявшимся. К тому же, прежде чем вернуть себе лицензию профессионального бойца, он должен будет проходить дополнительные допинг-тесты, предписанные Атлетической комиссией штата Невада. После завершения срока дисквалификации Ломбард вернулся в октагон в марте 2016 года на UFC Fight Night 85 в бою против Нила Магни и проиграл нокаутом в третьем раунде.
Летом 2021 года Ломбард стал чемпионом в боксе на голых кулаках на турнире Bare Knuckle FC . 

## Награды и достижения
| - Bellator Fighting Championships - Bellator Middleweight Championship (One time; First) - Bellator Season 1 Middleweight Tournament Winner - Fastest Recorded Knockout in Bellator History (0:06) - Cage Fighting Championship - CFC Middleweight Championship (One time; First) - Most successful CFC title defences (Seven) - Australian Fighting Championship - AFC Middleweight Championship (One time; First) - Xtreme Fighting Championships (Australia) - XFC Light Heavyweight Championship (One time; First) - Bleacher Report - 2011 MMA All-Star Second Team - Sherdog - 2011 All-Violence Second Team - 2010 All-Violence First Team - Inside MMA - 2009 Bloodbath of the Year Bazzie Award vs. Jared Hess on 19 June | - Международная федерация дзюдо - 2004 Gold : Australian Open, 81 kg and Open Weight (+100 kg) - 2002 Bronze : International Open Tre Torri, Italy — 73 kg - 2002 Silver : International Open Guido Sieni Tournament, Italy — 73 kg - 2001 Gold : Torneo International Jose Ramon Rodrigues City Santiago de Cuba — 73 kg - 2001 Silver : Tre Torri International Open — 73 kg - 2001 7th place: Hungarian Open — 73 kg - 2001 Bronze : World Masters Germany — 73 kg - 2001 Silver : Austria Open — 73 kg - 2000 Member of the Cuban Olympic Team — 73 kg - 2000 Gold : Torneo International Jose Ramon Rodriges, City Santa Clara — 73 kg - 1999 7th Place: Paris Open — 73 kg - 1998 Silver : Campeonato Ibero Americano — 73 kg |

## Статистика в ММА
| Боёв 47          | Побед 34 | Поражений 10 |
| ---------------- | -------- | ------------ |
| Нокаутом         | 19       | 3            |
| Сдачей           | 7        | 0            |
| Решением         | 8        | 6            |
| Дисквалификацией | 0        | 1            |
| Ничьи            | 1        | 1            |
| Не состоявшихся  | 2        | 2            |

| Результат | Рекорд      | Соперник           | Способ                  | Турнир                               | Дата             | Раунд | Время | Место                | Примечание                                                                                                 |
| --------- | ----------- | ------------------ | ----------------------- | ------------------------------------ | ---------------- | ----- | ----- | -------------------- | --- |
| Поражение | 34-10-1 (2) | Талес Лейтес       | Единогласное решение    | UFC Fight Night: Santos vs. Anders   | 22 сентября 2018 | 3     | 5:00  | Сан-Паулу, Бразилия  | |
| Поражение | 34-9-1 (2)  | Си Би Доллауэй     | Дисквалификация         | UFC 222                              | 3 марта 2018     | 1     | 5:00  | Лас-Вегас, США       | Дисквалифицирован за удар после гонга.                                                                     |
| Поражение | 34-8-1 (2)  | Энтони Смит        | TKO (удары руками)      | UFC Fight Night: Rockhold vs. Branch | 16 сентября 2017 | 3     | 2:33  | Питтсбург, США       | |
| Поражение | 34-7-1 (2)  | Джони Хендрикс     | Единогласное решение    | UFC Fight Night: Lewis vs. Browne    | 19 февраля 2017  | 3     | 5:00  | Галифакс, Канада     | |
| Поражение | 34-6-1 (2)  | Дэн Хендерсон      | KO (локтём в голову)    | UFC 199                              | 4 июня 2016      | 2     | 1:27  | Инглвуд, США         | Бой в среднем весе.                                                                                        |
| Поражение | 34-5-1 (2)  | Нил Магни          | TKO (удары руками)      | UFC Fight Night: Hunt vs. Mir        | 20 марта 2016    | 3     | 0:26  | Брисбен, Австралия   | |
| н/д       | 34-4-1 (2)  | Джош Бёркмен       | Признан несостоявшимся  | UFC 182                              | 3 января 2015    | 3     | 5:00  | Лас-Вегас, США       | Изначально победа Ломбарда единогласным решением, позже результат изменён из-за проваленного допинг-теста. |
| Победа    | 34-4-1 (1)  | Джейк Шилдс        | Единогласное решение    | UFC 171                              | 15 марта 2014    | 3     | 5:00  | Даллас, США          | |
| Победа    | 33-4-1 (1)  | Нейт Марквардт     | KO (удары руками)       | UFC 166                              | 19 октября 2013  | 1     | 1:48  | Хьюстон, США         | Дебют в полусреднем весе.                                                                                  |
| Поражение | 32-4-1 (1)  | Юсин Оками         | Раздельное решение      | UFC on Fuel TV: Silva vs. Stann      | 3 марта 2013     | 3     | 5:00  | Сайтама, Япония      | |
| Победа    | 32-3-1 (1)  | Розимар Пальярис   | KO (удары руками)       | UFC on FX: Sotiropoulos vs. Pearson  | 15 декабря 2012  | 1     | 3:38  | Голд-Кост, Австралия | |
| Поражение | 31-3-1 (1)  | Тим Боуч           | Раздельное решение      | UFC 149                              | 21 июля 2012     | 3     | 5:00  | Калгари, Канада      | |
| Победа    | 31-2-1 (1)  | Тревор Прэнгли     | TKO (удары руками)      | Bellator 58                          | 19 ноября 2011   | 2     | 1:06  | Холливуд, США        | Бой в промежуточном весе.                                                                                  |
| Победа    | 30-2-1 (1)  | Джесси Тейлор      | Скрутка пятки           | Australian Fighting Championship 2   | 3 сентября 2011  | 2     | 1:26  | Мельбурн, Австралия  | Выиграл введённый титул AFC в среднем весе.                                                                |
| Победа    | 29-2-1 (1)  | Фаланико Витале    | KO (удар рукой)         | Bellator 44                          | 14 мая 2011      | 3     | 0:54  | Атлантик-Сити, США   | Нетитульный бой.                                                                                           |
| Победа    | 28-2-1 (1)  | Джо Дирксен        | TKO (остановлен врачом) | CFC 16                               | 25 марта 2011    | 1     | 4:13  | Сидней, Австралия    | Защитил титул CFC в среднем весе.                                                                          |
| Победа    | 27-2-1 (1)  | Александр Шлеменко | Единогласное решение    | Bellator 34                          | 28 октября 2010  | 5     | 5:00  | Холливуд, США        | Защитил титул чемпиона Bellator в среднем весе.                                                            |
| Победа    | 26-2-1 (1)  | Герберт Гудмен     | KO (punches)            | Bellator 24                          | 12 августа 2010  | 1     | 0:38  | Холливуд, США        | Нетитульный бой.                                                                                           |
| Победа    | 25-2-1 (1)  | Джей Силва         | KO (удары руками)       | Bellator 18                          | 13 мая 2010      | 1     | 0:06  | Монро, США           | Бой в промежуточном весе.                                                                                  |
| Победа    | 24-2-1 (1)  | Арт Санторе        | TKO (остановлен врачом) | CFC 12                               | 12 марта 2010    | 1     | 4:23  | Сидней, Австралия    | Защитил титул чемпиона CFC в среднем весе.                                                                 |
| Победа    | 23-2-1 (1)  | Джои Горчински     | Единогласное решение    | G-Force Fights                       | 4 февраля 2010   | 3     | 5:00  | Майами, США          | Бой в полутяжёлом весе.                                                                                    |
| Победа    | 22-2-1 (1)  | Кейлиб Старнз      | Сдача (удары руками)    | CFC 11                               | 20 ноября 2009   | 1     | 1:55  | Сидней, Австралия    | Защитил титул чемпиона CFC в среднем весе.                                                                 |
| Победа    | 21-2-1 (1)  | Джаред Хесс        | TKO (остановлен врачом) | Bellator 12                          | 19 июня 2009     | 4     | 1:41  | Холливуд, США        | Финал 1 сезона гран-при среднего веса; выиграл титул чемпиона Bellator в среднем весе.                     |
| Победа    | 20-2-1 (1)  | Дэмиэн Стелли      | TKO (удары руками)      | Bellator 9                           | 29 мая 2009      | 1     | 2:56  | Монро, США           | Полуинал 1 сезона гран-при среднего веса.                                                                  |
| Победа    | 19-2-1 (1)  | Вёрджил Лозано     | KO (удар рукой)         | Bellator 3                           | 17 апреля 2009   | 1     | 1:10  | Норман, США          | Четвертьфинал 1 сезона гран-при среднего веса.                                                             |
| Победа    | 18-2-1 (1)  | Рон Вердадеро      | TKO (бросок с прогибом) | CFC 7                                | 20 февраля 2009  | 1     | 0:20  | Сидней, Австралия    | Защитил титул чемпиона CFC в среднем весе.                                                                 |
| Победа    | 17-2-1 (1)  | Брайан Эберсоул    | Сдача (удары руками)    | CFC 5                                | 12 сентября 2008 | 4     | 1:56  | Сидней, Австралия    | Защитил титул чемпиона CFC в среднем весе.                                                                 |
| Победа    | 16-2-1 (1)  | Фабиано Капоани    | KO (удары локтями)      | CFC 4                                | 23 мая 2008      | 2     | 0:23  | Сидней, Австралия    | Защитил титул чемпиона CFC в среднем весе.                                                                 |
| Победа    | 15-2-1 (1)  | Тристан Юнкер      | KO (удары коленями)     | CFC 3                                | 15 февраля 2008  | 1     | 3:10  | Сидней, Австралия    | Защитил титул чемпиона CFC в среднем весе.                                                                 |
| Победа    | 14-2-1 (1)  | Дамир Михайлович   | Единогласное решение    | Serbia vs. Australia                 | 21 декабря 2007  | 3     | 5:00  | Белград, Сербия      | |
| Победа    | 13-2-1 (1)  | Жан-Франсуа Ленож  | Единогласное решение    | CFC 2                                | 23 ноября 2007   | 3     | 5:00  | Сидней, Австралия    | Выиграл введённый титул чемпиона CFC в среднем весе.                                                       |
| Победа    | 12-2-1 (1)  | Тацуя Курису       | TKO (остановлен углом)  | X-Agon 2                             | 2 ноября 2007    | 1     | 0:48  | Сидней, Австралия    | |
| Ничья     | 11-2-1 (1)  | Кайл Ноук          | Ничья                   | CFC 1                                | 28 июля 2007     | 3     | 5:00  | Сидней, Австралия    | |
| Победа    | 11-2 (1)    | Фабио Галеб        | KO (удар рукой)         | OFC 1                                | 19 мая 2007      | 1     | 3:24  | Сидней, Австралия    | |
| Победа    | 10-2 (1)    | Юсаку Цукумо       | Единогласное решение    | WR 9                                 | 12 мая 2007      | 3     | 5:00  | Голд-Кост, Австралия | |
| Победа    | 9-2 (1)     | Джеймс Те Хуна     | Сдача (травма плеча)    | WR 8                                 | 23 марта 2007    | 1     | 3:50  | Сидней, Австралия    | |
| Победа    | 8-2 (1)     | Эйдзи Исикава      | KO (удар рукой)         | Deep: 28 Impact                      | 16 февраля 2007  | 1     | 0:50  | Бункё, Япония        | |
| Поражение | 7-2 (1)     | Гегард Мусаси      | Единогласное решение    | Pride Bushido 13                     | 5 ноября 2006    | 2     | 5:00  | Йокогама, Япония     | Резервный бой гран-при PRIDE 2006 в полусреднем весе.                                                      |
| Победа    | 7-1 (1)     | Ким Дже Ён         | Рычаг локтя             | Spirit MC 9                          | 8 октября 2006   | 1     | 1:36  | Сеул, Южная Корея    | |
| Победа    | 6-1 (1)     | Майкл Ревенскрофт  | Единогласное решение    | Dojo KO                              | 22 июля 2006     | 3     | 5:00  | Мельбурн, Австралия  | |
| Поражение | 5-1 (1)     | Акихиро Гоно       | Единогласное решение    | Pride Bushido 11                     | 4 июня 2006      | 2     | 5:00  | Сайтама, Япония      | Открывающий раунд гран-при PRIDE 2006 в полусреднем весе.                                                  |
| Победа    | 5-0 (1)     | Мэтью Тоа          | Рычаг локтя             | UP                                   | 1 апреля 2006    | 1     | 0:36  | Голд-Кост, Австралия | |
| Победа    | 4-0 (1)     | Дайдзю Такасэ      | KO (удар рукой)         | X-plosion 13                         | 18 марта 2006    | 1     | 4:40  | Голд-Кост, Австралия | |
| Победа    | 3-0 (1)     | Дэвид Френдин      | KO (punch)              | XFC 10                               | 3 марта 2006     | 1     | 0:52  | Голд-Кост, Австралия | Выиграл введённый титул чемпиона XFC в полутяжёлом весе.                                                   |
| Победа    | 2-0 (1)     | Адам Бёрк          | Болевой на палец ноги   | XFC 9                                | 26 ноября 2005   | 1     | 1:44  | Голд-Кост, Австралия | |
| н/д       | 1-0 (1)     | Крис Браун         | Признан несостоявшимся  | WR 3                                 | 12 марта 2005    | 1     | N/A   | Брисбен, Австралия   | Браун оказался в нокауте в результате непреднамеренного столкновения головами.                             |
| Победа    | 1-0         | Майкл Грёниндайк   | Единогласное решение    | SRF 11                               | 26 сентября 2004 | 2     | 5:00  | Голд-Кост, Австралия | |